# The Parlotones
The Parlotones est un groupe sud-africain de pop rock, originaire de Johannesbourg. Le groupe comprend Kahn Morbee au chant et à la guitare rythmique, Paul Hodgson à la guitare solo, Glen Hodgson à la guitare basse, aux claviers et aux chœurs, et Neil Pauw à la batterie et aux percussions. Enracinée à l'origine dans la Britpop, le style musical des Parlotones évolue pour englober une gamme variée de genres, avec des paroles centrées sur des thèmes racontables tels que l'amour et la vie quotidienne, complétées par des mélodies engageantes et mémorables.
Quatre ans après leur formation, les Parlotones signent avec Sovereign Entertainment et sortent leur premier album, Episoda. Le groupe est l'un des groupes sud-africains ayant vendu le plus de disques de tous les temps, avec dix albums studio et un succès multiplatine. Il compte neuf South African Music Awards et entre, en 2009, dans l'histoire en devenant le premier groupe sud-africain à jouer en tête d'affiche au Coca-Cola Dome. Les Parlotones soutiennent activement diverses initiatives philanthropiques, notamment la Little Wing Music Foundation, la Anene Booysen Foundation, et la campagne Africa Unite.

## Histoire

### Débuts et années 2000
Le chanteur des Parlotones, Kahn Morbee, commence à apprendre la guitare à l'âge de 17 ans. À l'été 1998, on lui présente Neil Pauw, un batteur qui était dans le même lycée que lui. En écoutant les chansons de Morbee, ils se sont découvert des points communs et ont décidé de créer un groupe ensemble. À l'université, Morbee rencontre le guitariste Paul Hodgson. Un jour, ils se font renvoyer de la librairie parce qu'ils y jouaient de la guitare. Morbee lui demande alors de venir à une de leurs répétitions. Après avoir écouté et aimé les chansons, il a rejoint le groupe.
En juillet 2002, le musicien underground John Boyd rejoint le groupe, apportant des éléments de synthé et servant d'ingénieur sur scène lors des concerts. C'est à cette époque que le groupe signe avec le label de Raphael Domalik, Sovereign Entertainment, ce qui les pousse à adopter un nom plus mature. Ils se fixent sur The Parlotones, une variante de Parlophone Records, le label qui a signé des groupes influents tels que Radiohead, Travis, et Jeff Buckley.
Depuis la sortie de A World Next Door to Yours en octobre 2007, The Parlotones vend plus de 200 000 albums et 70 000 places de concert en Afrique du Sud. Le groupe sort l'album Stardust Galaxies au Royaume-Uni et en Europe en juin 2010.
Les Parlotones ont servi de porte-parole pour Live Earth et Earth Hour, rejoignant des personnalités comme l'archevêque émérite Desmond Tutu, Prince Charles, et Rihanna. Ils sortent leur troisième album, Stardust Galaxies, en octobre 2009, qui connaît également un succès commercial. L'album contient les singles Life Design et Push Me to the Floor, qui sont largement diffusés sur les radios sud-africaines.

### Années 2010–2020
En 2014, les Parlotones participent aux festivals Sunset Sessions et SXSW. Ils effectuent ensuite une tournée en Europe avant de retourner en Afrique du Sud. Après un partenariat de 12 ans avec Sovereign Entertainment, le groupe annonce son départ de sa maison de disques et de son manager sud-africain le 10 juillet 2014. Plus tard dans l'année, toutes les tournées sont reportées en raison des complications des cordes vocales du chanteur principal Kahn Morbee, qui ont nécessité une intervention chirurgicale. Le groupe reprend les tournées en 2015, promouvant son nouvel album Antiques and Artifacts avec une tournée sud-africaine de 21 concerts d'avril à mai,. En septembre 2015, Morbee devient coach pour la version sud-africaine de The Voice.
Le groupe continue de sortir de la nouvelle musique, notamment l'album Trinkets, Relics and Heirlooms en 2016 et l'album live Orchestrated en 2017. En 2018, ils sortent leur dixième album studio China, qui connaît une sortie internationale l'année suivante,. L'album, qui présente un « son nouveau, mais familier », comprend des singles tels que Can You Feel It ? et Beautiful Life,.
Tout au long de l'année 2019, The Parlotones se lancent dans la tournée The Unplugged(Ish) Tour à travers l'Afrique du Sud, pour promouvoir leur compilation Something Old, Something New, Something Borrowed, Something Blue. Ils sont nommés aux 23e South African Music Awards pour leur album Trinkets, Relics and Heirlooms dans les catégories Meilleur album rock et Meilleur duo ou groupe de l'année.
Le 11 décembre 2020, The Parlotones sortent un album de Noël intitulé Strike the Harp. Il comprend 10 titres, dont des chansons originales et des reprises de classiques des fêtes de fin d'année. Il a été produit par Theo Crous et enregistré aux Bellville Studios au Cap. L'album est bien accueilli par la critique, qui a salué la façon unique dont le groupe reprend les classiques de Noël et la qualité de ses titres originaux. Le premier single, "A Parlotones Christmas", a été bien accueilli par les fans et a été largement diffusé sur les radios sud-africaines pendant les fêtes de fin d'année.
Dans une interview accordée à Jacaranda FM, Kahn Morbee a déclaré que l'album avait été inspiré par le désir du groupe de répandre la joie au cours d'une année difficile. Il a également évoqué les défis posés par l'enregistrement pendant la pandémie de COVID-19 et l'enthousiasme du groupe à interpréter les chansons en direct une fois qu'il serait possible de le faire en toute sécurité,.

## Discographie
- 2003 : Episoda (Sovereign Entertainment)
- 2005 : Radiocontrolledrobot (Sovereign Entertainment)
- 2007 : A World Next Door to Yours (Sovereign Entertainment)
- 2009 : Stardust Galaxies (Sovereign Entertainment)
- 2011 : Eavesdropping on the Songs of Whales (Sovereign Entertainment)
- 2012 : Journey Through the Shadows (Sovereign Entertainment)
- 2013 : Stand Like Giants (Sovereign Entertainment)
- 2015 : Antiques and Artefacts (Gallo Record Company)
- 2016 : Trinkets, Relics and Heirlooms (Gallo)
- 2018 : China (Gallo)
- 2020 : Strike the Harp (Gallo)

## Distinctions
| Récompense                            | Année | Catégorie                         | Travail nommé                  | Résultat          |
| ------------------------------------- | ----- | --------------------------------- | ------------------------------ | ----------------- |
| South African Music Awards            | 2006  | Meilleur album de rock            | Radiocontrolledrobot           | Lauréat           |
| YOU Magazine Awards                   | 2007  | Meilleur groupe                   | The Parlotones                 | Lauréat           |
| FHM Reader's Choice (South Africa)    | 2007  | Meilleur groupe                   | The Parlotones                 | Lauréat           |
| MK89 Awards                           | 2007  | Meilleur clip                     | Beautiful                      | Nomination        |
| RESFest                               | 2007  | Meilleur clip                     | Beautiful                      | Nomination        |
| Caxton's Best of Joburg               | 2007  | Meilleur groupe                   | The Parlotones                 | Lauréat           |
| People's Choice Awards (South Africa) | 2008  | Meilleur groupe                   | The Parlotones                 | Lauréat           |
| The Loeries                           | 2008  | Craft Award                       | I'll Be There                  | Lauréat           |
| MTV Africa Awards                     | 2008  | Meilleur groupe                   | The Parlotones                 | Nomination        |
| MTV Africa Awards                     | 2008  | Meilleure musique alternative     | The Parlotones                 | Nomination        |
| International Songwriting Competition | 2008  | Clip                              | Overexposed                    | Lauréat           |
| International Songwriting Competition | 2008  | Performance                       | Giant Mistake                  | Lauréat           |
| International Songwriting Competition | 2008  | Clip                              | I'll Be There                  | Mention honorable |
| MK Awards                             | 2009  | Meilleur clip                     | I'll Be There                  | Lauréat           |
| MK Awards                             | 2009  | Meilleure animation               | I'll Be There                  | Lauréat           |
| MK Awards                             | 2009  | Best Serenade                     | I'll Be There                  | Lauréat           |
| South African Music Awards,           | 2009  | Meilleur clip                     | Overexposed                    | Lauréat           |
| South African Music Awards,           | 2009  | Disque de l'année                 | I'll Be There                  | Nomination        |
| South African Music Awards,           | 2009  | DVD le mieux classé               | Unplugged                      | Nomination        |
| International Songwriting Competition | 2009  | Clip                              | Push Me to the Floor           | Lauréat           |
| International Songwriting Competition | 2009  | Rock                              | Life Design                    | Mention honorable |
| International Songwriting Competition | 2009  | Music Video                       | Life Design                    | Mention honorable |
| South African Music Awards            | 2010  | Disque de l'année                 | Push Me to the Floor           | Nomination        |
| South African Music Awards            | 2010  | Meilleur album rock : anglais     | Stardust Galaxies              | Lauréat           |
| South African Music Awards            | 2010  | Clip                              | Push Me to the Floor           | Lauréat           |
| International Songwriting Competition | 2010  | Rock                              | Life Design                    | Lauréat           |
| International Songwriting Competition | 2010  | Clip                              | Life Design                    | Mention honorable |
| International Songwriting Competition | 2010  | Clip                              | Stars Fall Down                | Lauréat           |
| International Songwriting Competition | 2010  | Album alternatif                  | Stars Fall Down                | Mention honorable |
| International Songwriting Competition | 2010  | Performance                       | We Call this Dancing           | Mention honorable |
| International Songwriting Competition | 2010  | Adult Contemporary                | Remember When                  | Mention honorable |
| South African Music Awards            | 2011  | Meilleur clip                     | Stars Fall Down                | Lauréat           |
| South African Music Awards            | 2011  | Meilleur clip                     | Life Design                    | Nomination        |
| South African Music Awards            | 2011  | Best Selling DVD                  | Live Design                    | Lauréat           |
| South African Music Awards            | 2011  | Best Global Chart DVD             | Live Design                    | Lauréat           |
| South African Music Awards            | 2011  | Best Rock Album: English          | Live Design                    | Nomination        |
| South African Music Awards            | 2012  | Meilleur clip                     | It's Magic                     | Lauréat           |
| International Songwriting Competition | 2012  | Meilleur clip                     | Honey Spiders                  | Lauréat           |
| International Songwriting Competition | 2012  | Adult Album Alternative           | Honey Spiders                  | Mention honorable |
| South African Music Awards,           | 2013  | Meilleur clip                     | Honey Spiders                  | Lauréat           |
| South African Music Awards,           | 2013  | Best Live DVD                     | Dragonflies and Astronauts     | Nomination        |
| MTV Africa Awards                     | 2014  | Best Alternative                  | The Parlotones                 | Nomination        |
| South African Music Awards,           | 2014  | Meilleur clip                     | Sleepwalker                    | Lauréat           |
| South African Music Awards,           | 2014  | Meilleur album de rock            | Stand Like Giants              | Nomination        |
| South African Music Awards,           | 2014  | Meilleure collaboration           | Sleepwalker                    | Nomination        |
| South African Music Awards,           | 2014  | Duo ou groupe de l'année          | The Parlotones                 | Nomination        |
| South African Music Awards            | 2017  | Meilleur album de rock            | Trinkets, Relics and Heirlooms | Nomination        |
| South African Music Awards            | 2017  | Meilleur duo ou groupe de l'année | Trinkets, Relics and Heirlooms | Nomination        |
| South African Music Awards            | 2019  | Meilleur album de rock            | China                          | Nomination        |
| South African Music Awards            | 2019  | Meilleur clip                     | Beautiful Life                 | Nomination        |

## Galerie

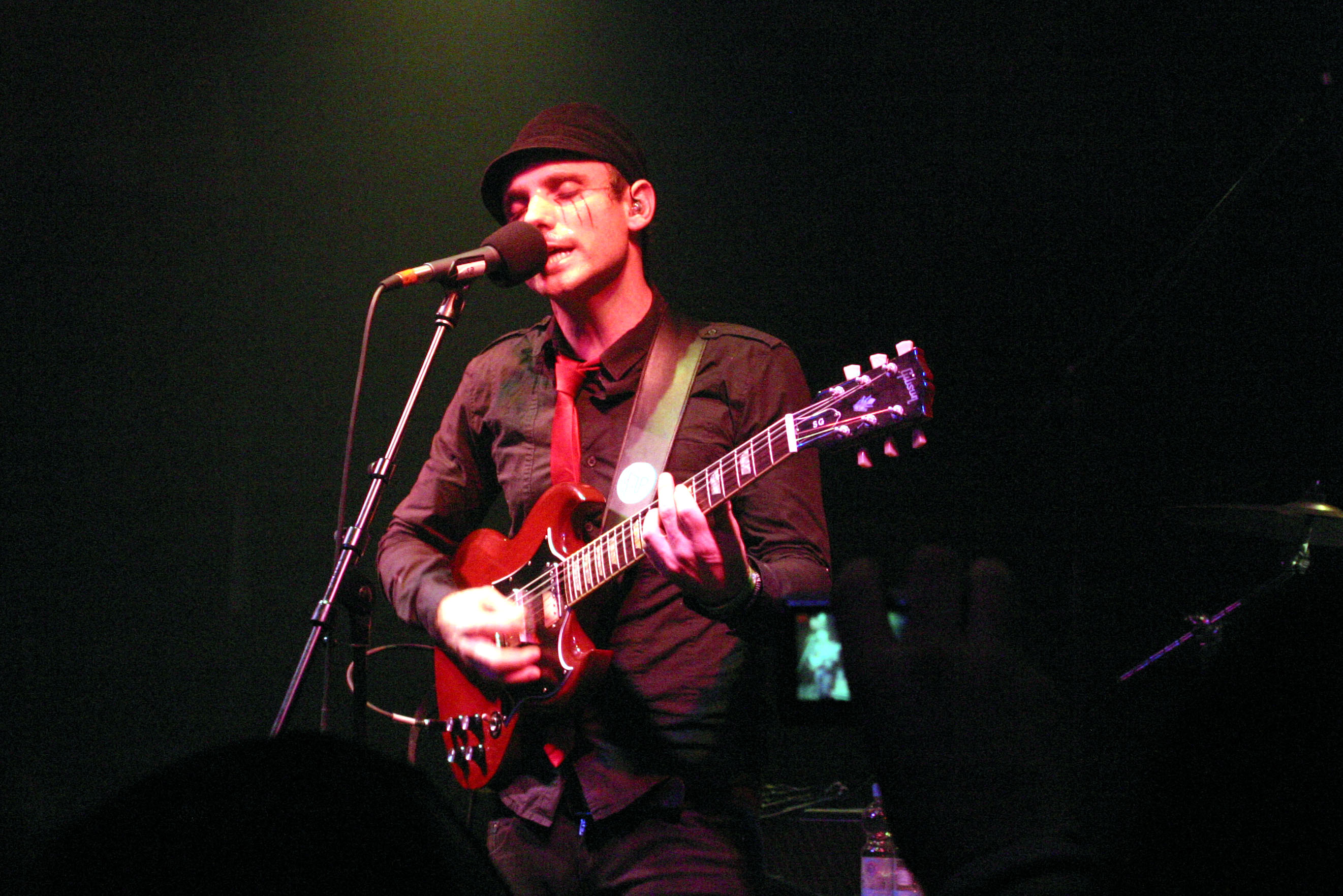
Kahn Morbee (2010).
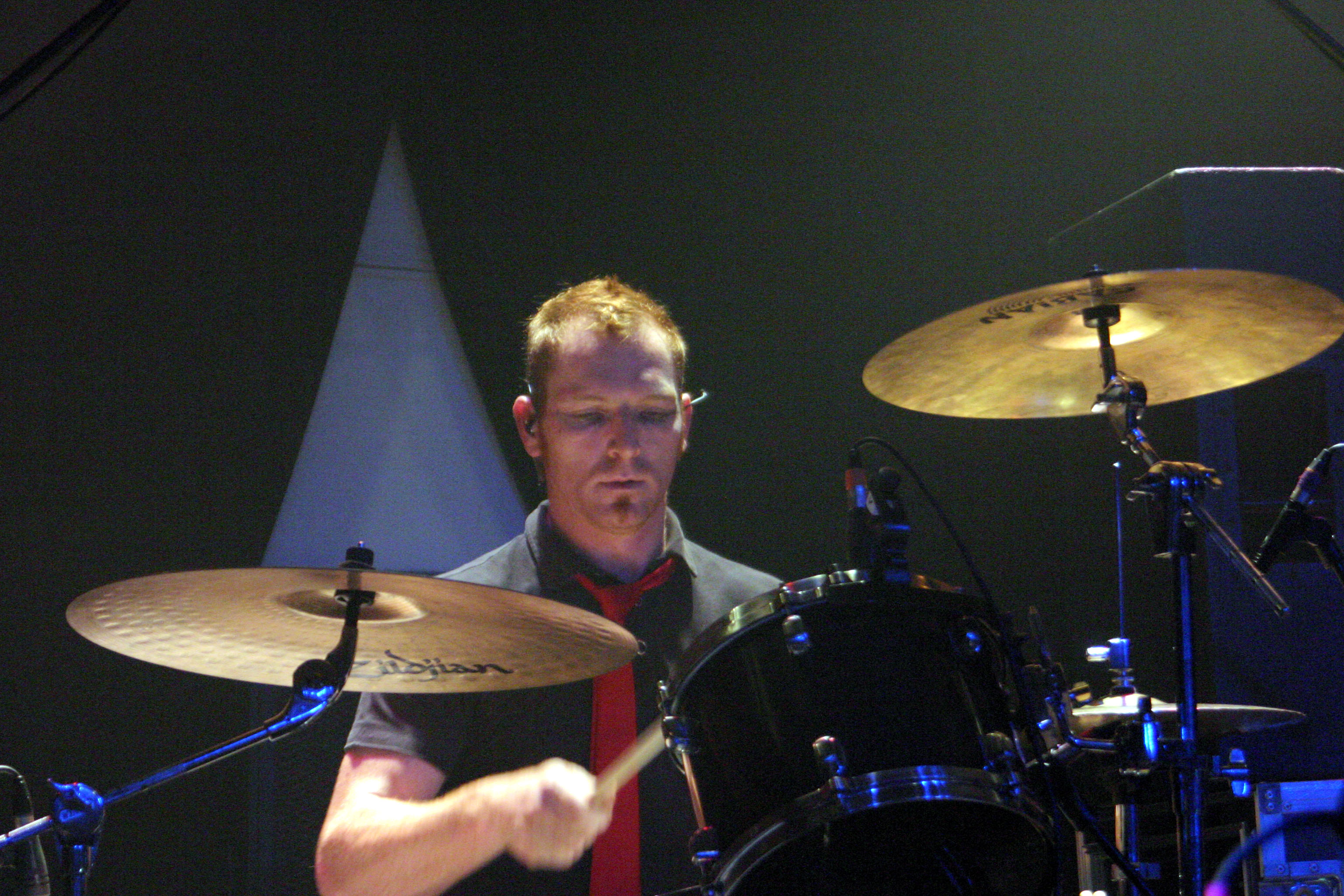
Neil Pauw (2010).
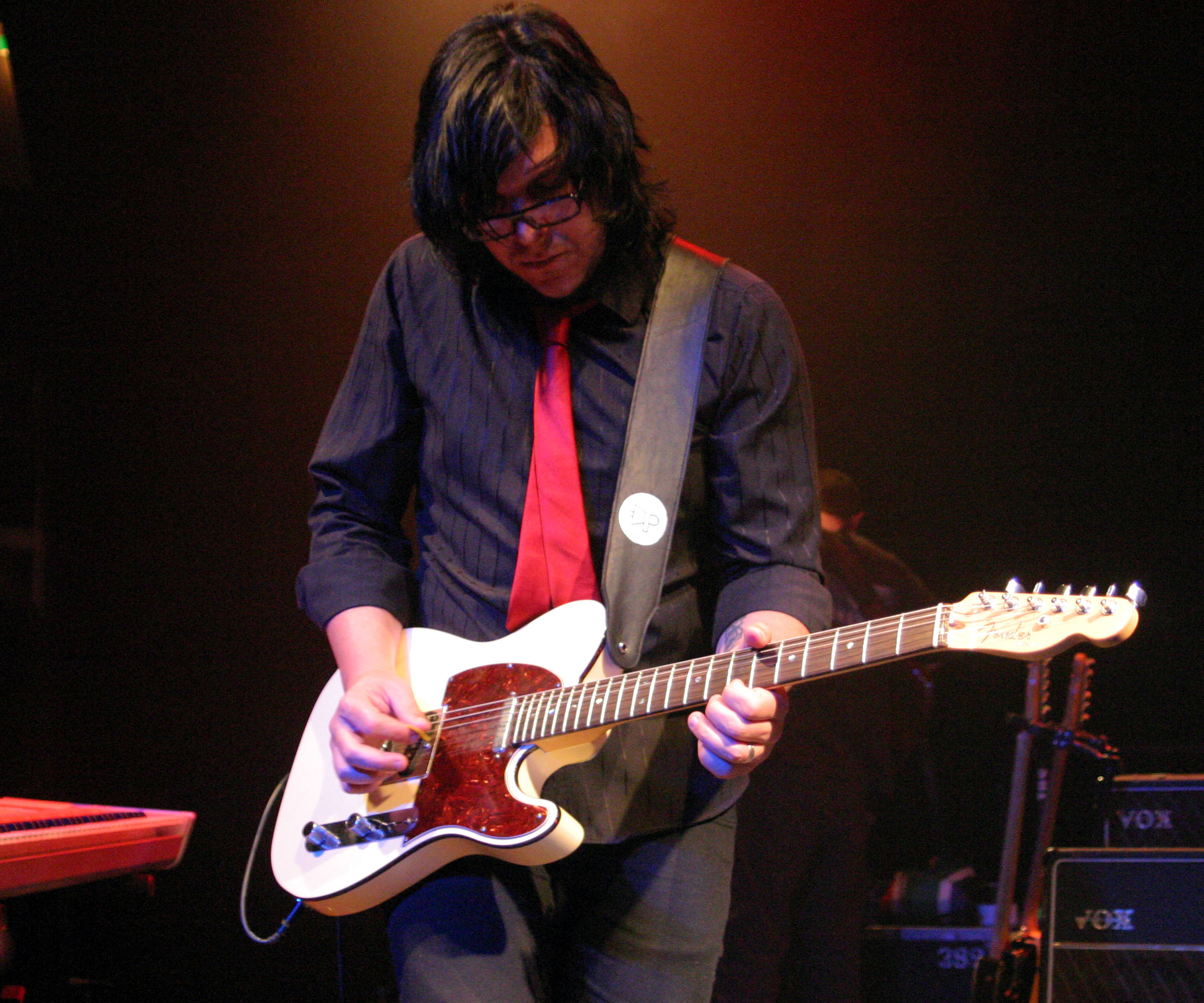
Paul Hodgson (2010).
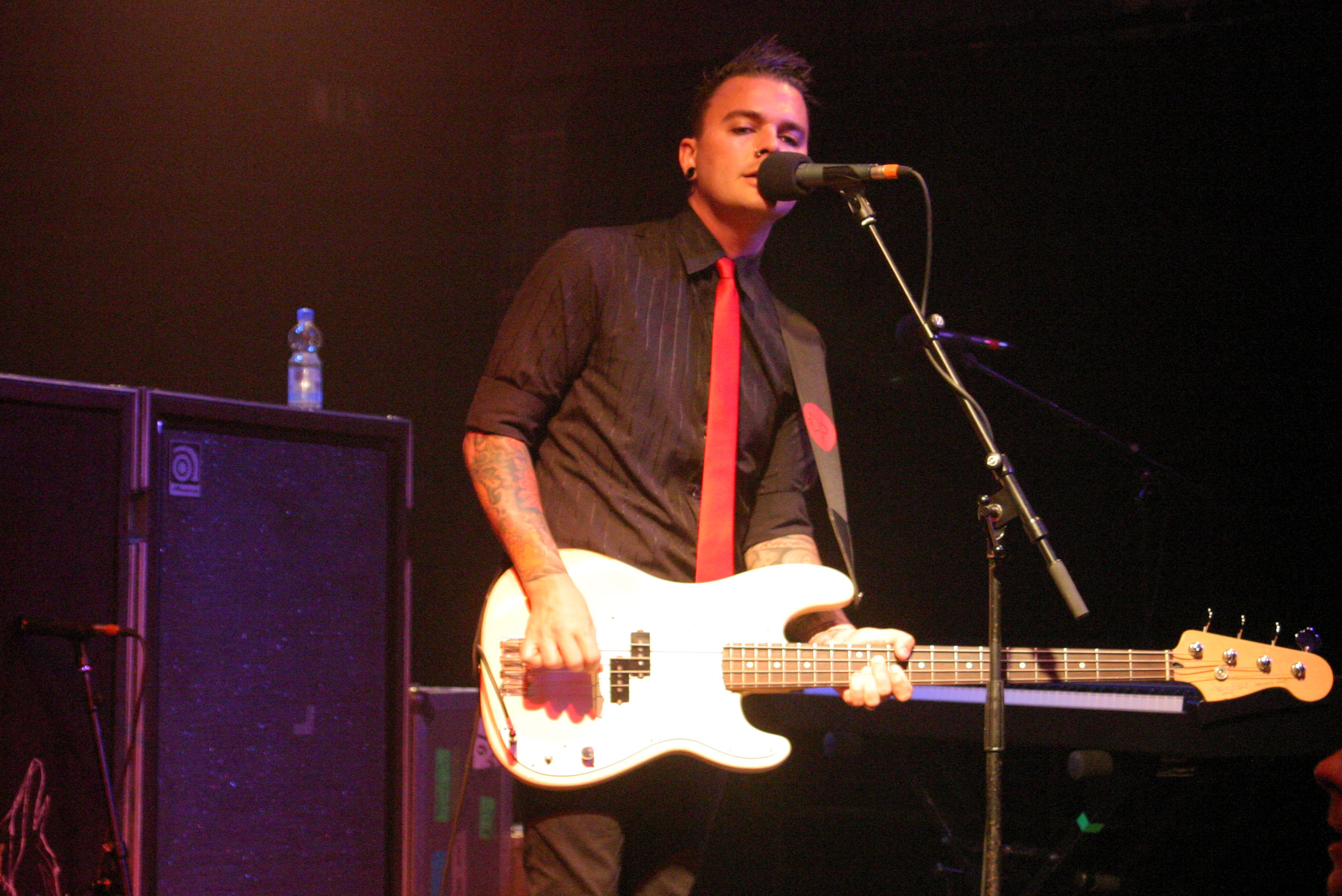
Glenn Hodgson (2010).